# Brits-Birmese oorlogen
De Brits-Birmese oorlogen (ook: Brits-Birmaanse, Anglo-Birmaanse of Anglo-Birmese oorlogen) waren een serie oorlogen van het Britse Rijk tegen het koninkrijk Birma. Het werd het langste en duurste militaire conflict van  Brits-Indië, kostte 5-13 miljoen pond sterling en strekte zich uit over 60 jaar. Er waren drie Birmese oorlogen:
- Eerste Brits-Birmese oorlog (1824 tot 1826)
- Tweede Brits-Birmese oorlog (1852 tot 1853)
- Derde Brits-Birmese oorlog (1885)

## Verloop
Door de expansie van het Birmese koninkrijk onder de Konbaung-dynastie kwamen haar grenzen steeds dichter bij die van de Britse Oost-Indische Compagnie en later Brits-Indië. Dit zorgde voor militaire operaties en vluchtelingenproblemen over de slecht gedefinieerde grenzen.

### Eerste Brits-Birmese oorlog
De Eerste Brits-Birmese oorlog (1824-1826) eindigde in een overwinning voor de Britse Oost-Indische Compagnie. Bij het Verdrag van Yandabo verloor Birma eerder op Ahom, Manipur en Arakan veroverde gebieden. De Britten namen ook bezit van Tenasserim met de intentie het als wisselgeld te gebruiken in toekomstige onderhandelingen met Birma of Siam. In de loop van de eeuw begon de Britse Oost-Indische Compagnie te azen op de rijkdommen van de rest van Birma, tijdens een tijdperk van grote territoriale expansie.

### Tweede Brits-Birmese oorlog
In 1852 werd de Britse commandant George Lambert door Lord Dalhousie naar Birma gestuurd om een aantal kleine knelpunten met betrekking tot het verdrag te bespreken. De Birmezen deden onmiddellijk concessies, waaronder het verwijderen van een gouverneur die de Britten tot hun casus belli hadden verklaard. Lambert veroorzaakte uiteindelijk onder  zeer twijfelachtige omstandigheden een marine-confrontatie, en aldus begon in 1852 de Tweede Brits-Birmese oorlog. Deze eindigde met de Britse annexatie van de provincie Bago, nu Neder-Birma genoemd. De oorlog veroorzaakte een paleisrevolutie in Birma, warbij koning Pagan Min (1846-1853) werd vervangen door zijn halfbroer Mindon Min (1853-1878).

### Derde Brits-Birmese oorlog
Koning Mindon probeerde de Birmese staat en economie te moderniseren om daarmee haar onafhankelijkheid te waarborgen Hij stichtte een nieuwe hoofdstad in Mandalay, en begon deze te versterken. De inspanningen bleken echter uiteindelijk niet succesvol, nadat de Britten beweerden dat Mindon's zoon Thibaw Min (regeerde 1878-1885) een tiran was die van plan was met de Fransen te collaboreren, dat hij de controle over het land had verloren, waardoor aan de grenzen wanorde ontstond, en dat hij terugkwam op een door zijn vader ondertekend verdrag. De Britten verklaarden in 1885 weer de oorlog, waarop zij in deze Derde Brits-Birmese oorlog de rest van het land veroverden, resulterend in de totale annexatie van Birma.